# Stuart Gallacher
Stuart Gallacher (ur. 22 maja 1946 w Llanelli, zm. 19 października 2014 tamże) – walijski rugbysta, reprezentant kraju w rugby union i rugby league, działacz sportowy.

## Zawodnik
Grać w rugby union zaczął w Llanelli Grammar School. W trakcie kariery reprezentował kluby Felinfoel RFC i Llanelli RFC, a dla tego drugiego, również w roli kapitana, rozegrał dwieście spotkań w latach 1966–1970, w tym przeciwko Wallabies i Springboks. W roku 1970 rozegrał jeden testmecz w walijskiej reprezentacji w ramach Pucharu Pięciu Narodów, trzykrotnie zagrał też w młodzieżowej kadrze. Dwanaście razy wystąpił w barwach Barbarians.
W 1970 roku przeszedł do zawodowego rugby league i grał dla klubów Keighley Cougars oraz Bradford Northern. W roku 1975 rozegrał cztery spotkania dla walijskiej reprezentacji, w tym dwa w Pucharze Świata 1975.

## Działacz sportowy
Pracował jako policjant, następnie zajmował się handlem. Powrócił do rugby union w roli działacza – prowadził Llanelli RFC podczas przejścia tego sportu na zawodowstwo, podobną rolę pełnił także w Scarlets i pełnił ją do końca sezonu 2008/2009. W 1999 roku został dyrektorem w European Rugby Cup oraz przewodniczącym jednej z jego komisji. Zajmował również stanowiska we władzach Anglo-Welsh Cup, Regional Rugby Wales oraz Welsh Rugby Union.
Z uwagi na słabnące zdrowie pod koniec 2013 roku zrezygnował z funkcji w Pro12 i ERC, zaś pół roku później również z szefowania RRW.